# Jost Gippert
 Jost Gippert  (Tysk udtale: [ˈjoːst ˈgɪpʰɐt]; født 12. marts 1956 i Winz-Niederwenigern, nu Hattingen, Tyskland) er en tysk sprogforsker, forfatter og specialist i kaukasiske sprog. Gippert er professor i sammenlignende sprogvidenskab ved Institut for empirisk sprogvidenskab på Frankfurt Universitet.

## Liv og karriere
Gippert tog studentereksamen fra Leibniz-Gymnasium i Essen-Altenessen i 1972 og studerede sammenlignende sprogvidenskab, indologi, japanologi og sinologi i Marburg og Berlin fra 1972 til 1977. Han har siden 1994 været professor i Frankfurt og han har været medlem af den videnskabelige akademi i Gelati (Georgien) siden 1996. Han er også medlem af Turfankommissionen siden 2002 og siden 2007 af den Berlin-Brandenburgische Akademie der Wissenschaften.
I 1997 blev Gippert udnævnt til æresprofessor på Sulkhan Saba Orbeliani-Universitet i Tbilisi (Georgien). Han blev i 2009 udnævnt til æresdoktor på Ivane Javakhishvili-Universitet og på Shota Rustaveli-Universitet i Batumi (Georgien) i 2013. Hans forskning fokuserer på historisk lingvistik, sprogtypologi, elektroniske korpora, multimedie sprogdokumentation og elektronisk håndskriftanalyse.

## Projekter
- 1995-1998 (DFG): Avesta and Rigveda: Electronic Analysis
- 1995-1999 (INTAS): The Georgian Verbal System
- 1999-2002 (Volkswagen Foundation, EUR 117.900): Caucasian Languages and Cultures: Electronic Documentation
- Siden 2000 (DFG): Graduate School “Types of Clauses: Variation and Interpretation”
- 2002-2006 (Volkswagen Foundation, EUR 167.800): Endangered Caucasian Languages in Georgia
- 2003-2007 (Volkswagen Foundation): Palimpsest Manuscripts of Caucasian Provenience
- 2005-2009 (INTAS): Georgian Gospels
- 2005-2007 (Volkswagen Foundation, EUR 189.000): The Linguistic Situation in modern-day Georgia[3]
- 2008-2014 (DFG, EUR 240.000): Old German Reference Corpus
- Siden 2008 (BMBF): German Language Resource Infrastructure
- 2009 (Volkswagen Foundation, EUR 400.000): Aché Documentation Project
- Siden 2009 (DFG/NEH, EUR 96,000): RELISH (Rendering Endangered Languages Lexicons Interoperable Through Standards Harmonization)
- Siden 2009 (Volkswagen Foundation): Georgian Palimpsest Manuscripts
- 2010 (Google Inc., US$49.600): Corpus Caucasicum
- Siden 2011 (Hessian Ministry for Science and the Arts, EUR 3,792,000): LOEWE Research Unit “Digital Humanities – Integrated Processing and Analysis of Text-based Corpora”
- Siden 2011 (Volkswagen Foundation, EUR 299.600): Khinalug Documentation Project
- Siden 2011 (DFG): Relative Clauses in a Typological View
- Since 2012 (Volkswagen Foundation, EUR 390.400): Georgian National Corpus